# محمد خوجلي صالحين
محمد خوجلي صالحين من مواليد 1933م هو سياسي واذاعي سوداني.

## حياته
ينتمي اجداده إلى قرية لبب في دنقلا شمال السودان، وقد جئ بهم إلى الخرطوم بحري في مطلع القرن العشرين لمعرفتهم بقيادة المراكب النهرية في الأجواء العاصفة، ترعرع في حلتى حمد وخوجلي ينتمي الي الشلالية ويقطن الشلالية، بحلة حمد ببحري، من شارع المعدية أو شارع شمبات سابقاً (شارع علي الميرغني حالياً)، وينتهي بمقابر حلة حمد العتيقة. والده: خوجلي صالحين عوضون خليل من مواليد جزيرة لبب والدته: خديجة محمد عواض.. من مواليد حلة حمد

## الالتحاق بالإذاعة
فور تخرجه من جامعة القاهرة – فرع الخرطوم عام 1959 حيث درس علم الاجتماع، التحق صالحين بإذاعة امدرمان وأذاع أول نشرة إخبارية في 1959/09/15. ثم تدرج في العمل من مذيع إلى رئيس المذيعين إلى مدير برامج وفي العام 1972م عين مديراعاما للإذاعة.
وفي الأثناء لم يكتف صالحين بشهادته الجامعية ولكنه حصل على دبلوم فني الإذاعة من جامعة سيراكيوز 1962م بالولايات المتحدة الأمريكية كما نال زمالة الاذاعيين العالمية من نفس الجامعة ثم حصل على دبلوم الاتصال من  جامعة متشجان في نفس العام

## برامج اذاعية مميزة
خلال مسيرته الاذاعية الطويلة في قراءة نشرات الاخبار أو في تقديم البرامح، حازت بعض برامجه على سمعة وطنية كبيرة مثل برنامجه (تفسير معاني القران الكريم) وبرنامجه الآخر (لقاء مع فنان) حيث استضاف خلال عقد الستينات من القرن الماضي عددا كبيرا من المطربين المشهورين آنذاك، ولم تقتصر انجازاته على صعيد البرامج أو قراءة نشرات الاخبار ولكن عندما جرى تعيينه لاحقا في مناصب ادارية مرموقة كمدير للإذاعة قام بفصل الإذاعة مالياً وإدارياً عن رئاسة الوزارة  كما أطلق اذاعات جديدة مثل  إذاعة القرآن الكريم وإذاعة صوت الأمة.. وإذاعة المغتربين.

## أول نشرة اخبار بالتلفزيون
اشتهر صالحين بأنه أول من قرأ نشرة اخبار في تلفزيون السودان عند انطلاقته في عام 1962 ولكن ظل عشقه الدائم مرتبط باذاعة امدرمان

## التوزير
تولى محمد خوجلي صالحين وزارة الإرشاد والاعلام القومي عام 1983  خلفا للدكتور محمد عثمان أبو ساق وقد اصدر الرئيس الأسبق جعفر نميري قرار التعيين  وهو في مطار الخرطوم في طريقه إلى فريتاون للقاء قمة مع الرئيس الإثيوبي الأسبق منجستو هايلا مريام  وكان مفترضاً أن يرافق الرئيس نميري في هذه الرحلة الوزير المقال ابوساق بيد أنه تأخر في اللحاق به في المطار
وقضى في الوزارة عاما واحدا وعاد إلى الوزارة مرة أخرى في عهد البشير حيث تم تعيينه وزيرا للاعلام في شهر أبريل 1990 خلفا للوزير علي شمو، وبقي بها عاما واحدا فقط، ليتم بعدها تعيينه مديرا لوكاة الانباء السودانية ثم عضوا في المجلس الوطني في عام 1995

## تكريم
تم اطلاق اسمه على استديو في الإذاعة عام 2019 وقبل ذلك تم تكريمه ضمن الرواد الإعلاميين بالتلفزيون القومي- في احتفالاته باليوبيل الذهبي (خمسين عاماً) وذلك في عام 2012 . كأول قارئ لنشرة الأخبار، واستلم عنه التكريم أحد افراد اسرته

## اللون السياسي
تجنب صالحين ان يكون له لون سياسي محدد رغم انه تعاون مع الانظمة العسكرية وزيرا في عهدي نميري ثم في عهد عمر حسن البشير

## وفاته
توفي محمد خوجلي صالحين في مساء 15 يونيو 1998، وكان قد ترأس صباح ذلك اليوم  إحدى لجان المجلس الوطني (البرلمان) وفي وقت متأخر من الليل ذهب إلى المقابر لحضور دفن أحد الأشخاص ولكنه لم يستطع الخروج من سيارته وعند انصراف المشيعين وجد ميتا في سيارته 